# 海岸管理者
海岸管理者(かいがんかんりしゃ)とは、海岸法に基づき、海岸保全区域および一般公共海岸区域について管理を行う機関である。海岸管理者は一般に都道府県知事であるが、市町村の長である場合もある。ただし、海岸保全区域と港湾区域若しくは港湾隣接地域又は漁港区域とが重複して存するときは、その重複する部分については、当該港湾区域若しくは港湾隣接地域の港湾管理者の長又は当該漁港の漁港管理者である地方公共団体の長がその管理を行うものとされている。また、海岸保全施設の新設、改良、災害復旧等も海岸管理者が行う。
国土の保全上特に重要なものであると認められるときは、海岸管理者にかわって主務大臣がこれらの工事を直轄で行うことができることとされている。

## 海岸管理者の業務
海岸管理者は次の業務を行う。これらは、海岸保全区域のほかに、海岸保全施設及び一般公共海岸区域について該当する場合がある。

### 管理
- 土地等の立入[5]
- 海岸保全区域台帳の調整、保管[6]
- 海岸保全区域の管理に要する費用の負担[7]

### 行為の制限等
- 行為の許可（土地の占用、土石の採取、土地の掘削、盛土、切土等）[8][9]
- 占用料又は土石採取料の徴収[10]
- 監督処分[11]
- 損失補償[12]
- 海岸保全施設等の損傷、汚損の禁止、自動車、船舶等の乗入れ、放置の禁止[13]

### 海岸保全施設の新設又は改良
- 費用負担[14]
- 損失補償[15]

### 海岸管理者以外の者が施行する海岸保全施設に関する工事及び監督
- 設計、実施計画の承認[16]
- 監督[17]

## 主務大臣による海岸管理
海岸管理者は、原則として都道府県知事等であるが、国土の保全上特に重要なものであると認められるときは、海岸管理者にかわって主務大臣が海岸の管理等を行うことができることとされている。

### 海岸保全区域に関する管理の特例
国土保全上極めて重要であり、かつ、地理的条件及び社会的状況により都道府県知事が管理することが著しく困難又は不適当な海岸である海岸保全区域の管理（「直轄海岸維持管理事業」）は、海岸管理者に代わって主務大臣が行うものとされている。東京都小笠原村沖ノ鳥島の海岸が政令で指定されている。

### 主務大臣による海岸管理者の権限の代行
主務大臣は、次の要件に該当する場合において、当該海岸保全施設が国土の保全上特に重要なものであると認められるときは、海岸管理者に代つて自ら当該海岸保全施設の新設、改良又は災害復旧に関する工事（「直轄海岸保全施設整備事業」）を施行することができるとされている。
- 工事の規模が著しく大であるとき
- 工事が高度の技術を必要とするとき
- 工事が高度の機械力を使用して実施する必要があるとき
- 工事が都府県の区域の境界に係るとき

## 海岸管理者の区分
海岸管理者の区分は以下のとおりである。

### 農村振興局所管
「農地海岸」（土地改良事業で完成、管理している海岸施設又は施設計画のある海岸）は農林水産省農村振興局が所管し、都道府県知事が管理する。

### 水産庁所管
「漁港海岸」（漁港区域内の海岸）は農林水産局水産庁が所管し、漁港管理者である地方公共団体の長（都道府県知事又は市町村長）が管理する。

### 港湾局所管
「港湾海岸」（港湾区域、港湾隣接地域、公告水域内の海岸）は国土交通省港湾局が所管し、港湾管理者の長（都道府県知事又は市町村長）が管理する。

### 水管理・国土保全局、農村振興局共管
「共管海岸」（農地保全のために必要な施設で地方公共団体が管理している海岸施設）は国土交通省水管理・国土保全局及び農林水産省農村振興局が共管し、都道県知事（例外的に市町村長）が管理する。

### 水管理・国土保全局所管
「建設海岸」（上記以外の海岸）は国土交通省水管理・国土保全局が所管し都道府県知事が管理する。